# Beegden
Beegden (Limburgs: Bieëgdje) is een kerkdorp in de gemeente Maasgouw in de Nederlandse provincie Limburg. Het heeft een landelijke ligging tussen de dorpen Heel en Horn, de Maas en natuurgebied de Beegderheide en ligt vlak bij de stad Roermond. In 2023 telde Beegden 1.850 inwoners.

## Natuur en landschap
Beegden ligt nabij de Maas, waarvan het gescheiden is door het Lateraalkanaal Linne-Buggenum. Het ligt op een hoogte van ongeveer 27 meter, op de helling naar het middenterras. Ten westen van Beegden ligt de door grindwinning ontstane plas De Lange Vlieter, welke door het ernaast gelegen waterwinningsbedrijf wordt gebruikt. Ten noorden van deze plas ligt het natuurgebied Tuspeel. Ten noorden van Beegden bevindt zich de Beegderheide, een naaldbosgebied met enkele vennen.

## Geschiedenis
Beegden werd voor het eerst schriftelijk vermeld in 1202. Het ontwikkelde zich op de hogere zandgronden nabij de Maas. Beegden behoorde tot het Land van Horn en vervolgens tot het Prinsbisdom Luik. Het Huis Beegden werd in de 14e eeuw gebouwd en was lange tijd de woonplek van de familie Van Baer.
In 1676 werd Beegden uitgegeven als heerlijkheid aan Carel Croll, die tevens het Huis Beegden bezat.
In de 19e eeuw ontstond er, langs de Dorpstraat, een straatdorp, en in de 20e eeuw werden ten noorden en ten zuiden hiervan woonwijken gebouwd.
Tot 1991 was Beegden een zelfstandige gemeente, waarna het met Heel en Panheel en Wessem samengevoegd werd tot de nieuwe fusiegemeente Heel. Deze gebeurtenis wordt herdacht door een monument voor de Sint-Martinuskerk. In 2007 volgde opnieuw een gemeentelijke herindeling en sindsdien is Beegden onderdeel van de gemeente Maasgouw.

## Bezienswaardigheden
- De standerdmolen Sint-Lindert, die iedere woensdag- en zaterdagmiddag geopend is. De molen is na restauraties in de jaren 60 en in 2000 vrij te bezichtigen.
- Huis Nederhoven uit 1614 en de 18e eeuw.
- De Sint-Martinuskerk, van 1952
- De Onze-Lieve-Vrouw-van-Altijddurende-Bijstandkapel
- De Sint-Annakapel
- De Sint-Servatiuskapel
- Woonhuizen: Abelenstraat 21 van 1714; Abelenstraat 31 (1e helft van de 18e eeuw)
- Enkele gesloten hoeven, zoals de hoeve van Huis Beegden op de Heerstraat Zuid 20 (gebouwd in 1783); Pannenhof 1-3 (oudste deel van 1850 en woongedeelte van 1890, met trapgevel).
- Enkele langgevelboerderijen: Abelenstraat 17; Eindstraat 16-18; Nieuwstraat 33; Kruisstraat 5 (alle eind 19e eeuw).

## Economie
Beegden kende, gezien de ligging aan de Maasuiterwaarden, ook kleiwarenindustrie.
- De steenfabriek Sint Joris (merknaam Terraco) kwam voort uit een eind 19e eeuw aan de Sint-Jorisstraat gebouwde ringoven, gebouwd door Siemons-Vogels. In 1923 werd deze gekocht door Herman Driessen en kreeg toen de naam Kleiwaren fabriek Sint Joris. In 1961 werd de kolengestookte ringoven vervangen door een oliegestookte tunneloven. Tot deze fabriek behoorde ook een kunstatelier dat nog steeds bestaat.

- Ook stond in Beegden de Steenfabriek Sint Joseph, aan Beegderveld 4, welke stamt uit 1891 en tot 1949 Steenfabriek Simons heette. In 1981 werd Steenfabriek Sint Joseph gesloten en op deze locatie bevindt zich tegenwoordig een groothandel in bouwmaterialen.

## Geboren in Beegden
- Herman Claessen (8 oktober 1949), beeldend kunstenaar
- Annemiek Derckx (12 april 1954), kanovaarster

## Galerij

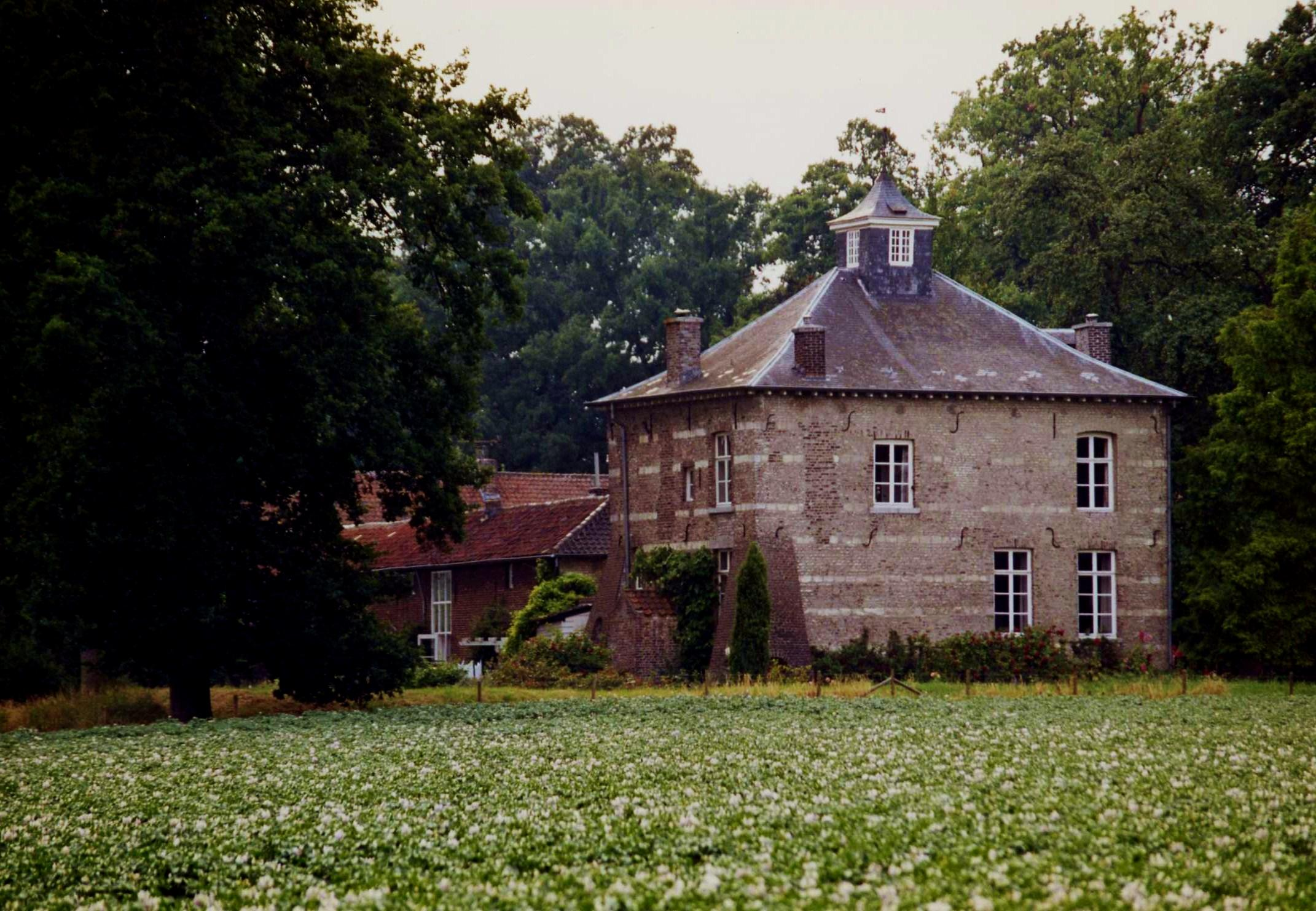
Huis Nederhoven
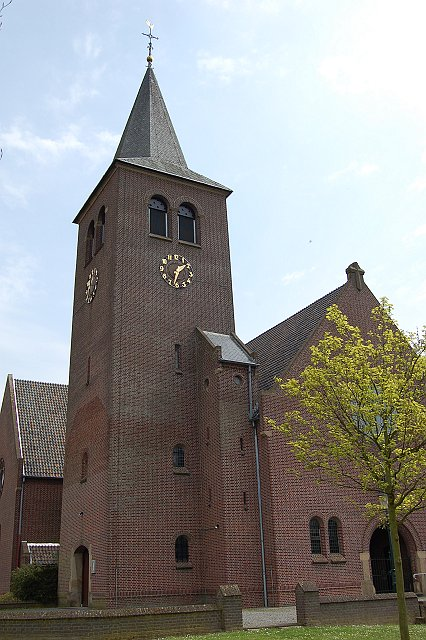
De St. Martinuskerk te Beegden
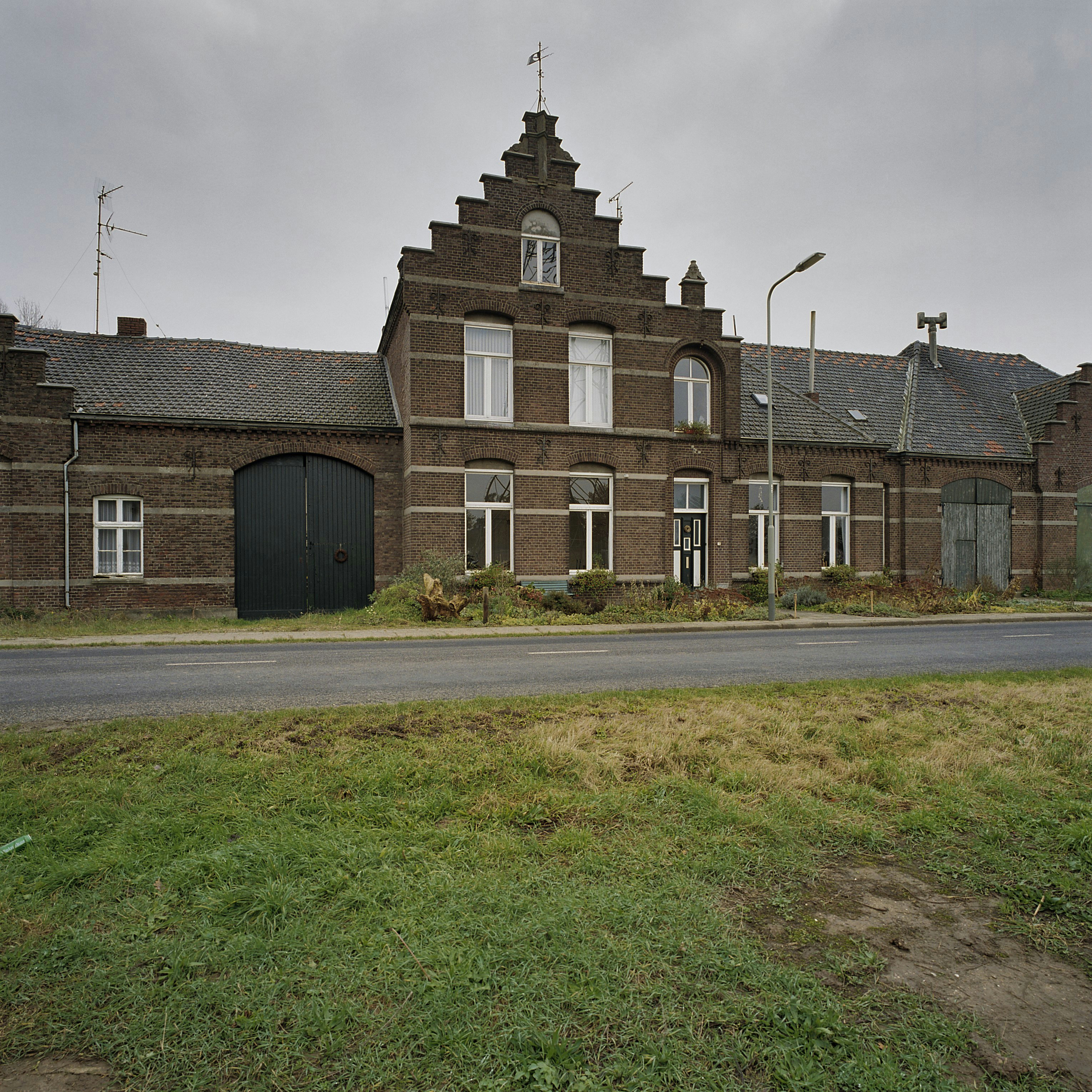
Hoeve Pannenhoef
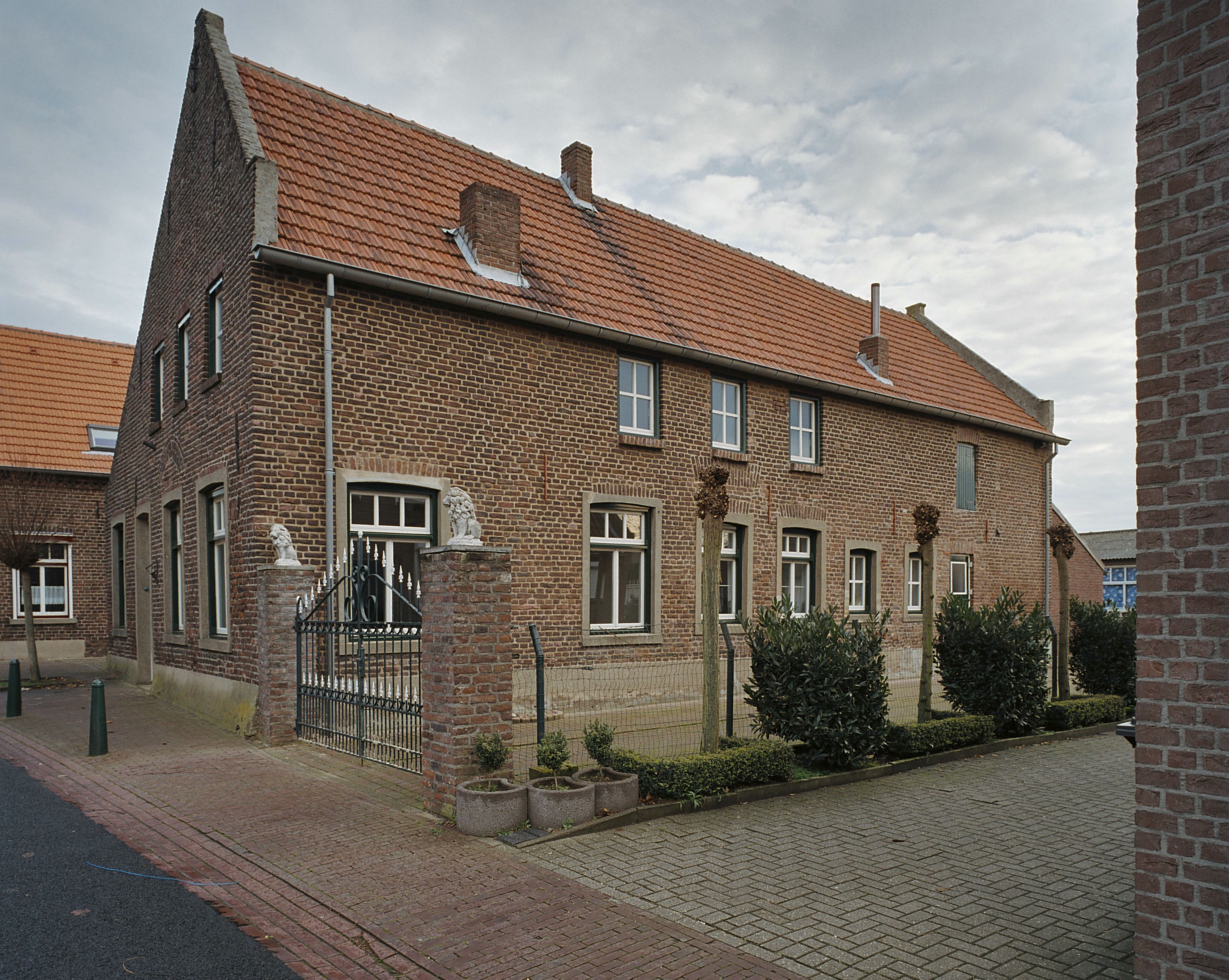
Monumentale woning Abelenstraat 21

## Nabijgelegen kernen
Horn, Heel, Baexem